# Рамсес VII
Рамсес VII — фараон Древнего Египта из XX династии (Рамессиды), правивший приблизительно в 1135—1128 годах до н. э.

## Биография
Рамсес VII — сын Рамсеса VI и царицы Нубхесбед.
В некоторых документах правления Рамсеса VII есть указания на беспорядки в стране, например, был выявлен заговор, целью участников которого был раздел государства. Особое беспокойство вызывала угроза вторжения ливийских племен и сирийских хеттов с запада и средиземноморского побережья. В несколько раз выросли цены на хлеб, что говорит о плохих урожаях и, в качестве последствия, о социальных беспорядках. Это практически всё, что известно о годах правления Рамсеса VII.
Единственным значительным памятником царя стала его скромная гробница в Долине царей (KV1), открытая ещё в древности. Царская мумия не сохранилась. Недалеко от тайника Дейр эль-Бахри 320 были обнаружены четыре фаянсовых сосуда (канопы) с именем царя
. Возможно мумия Рамсеса VII находится в числе не идентифицированных тел из этого погребения. О семье царя известно, что у него был сын, умерший раньше отца.
По неизвестной причине несколько ушебти Рамсеса VII было обнаружено в Кава, в самом сердце Нубии. В Египте имя Рамсеса VII сохранилось на архитектурных фрагментах из Телль эль-Ияхудие (Дельта), Гелиополя, Карнака. В Эль-Кабе и на фрагменте стелы, обнаруженной на острове Элефантина сохранились единственные упоминания о Рамсесе VII, найденные южнее Фив.
Последний известный нам год правления Рамсеса VII — 7-й.